# Psychotria plantaginoidea
Psychotria plantaginoidea är en måreväxtart som beskrevs av Ernest Marie Antoine Petit. Psychotria plantaginoidea ingår i släktet Psychotria och familjen måreväxter. Inga underarter finns listade i Catalogue of Life.